# اندری کریموف
اندری کریموف (اوکراینی: Андрій Усманович Карімов؛ ۳۰ ژوئیهٔ ۱۹۴۳ – ۱۸ ژوئن ۲۰۱۷) بازیکن فوتبال اهل اتحاد جماهیر شوروی سوسیالیستی بود.
از باشگاه‌هایی که در آن بازی کرده‌است می‌توان به باشگاه فوتبال زنیت سن پترزبورگ اشاره کرد.